# Her First Romance
Pour plus de détails, voir Fiche technique et Distribution.
Her First Romance est un film américain en noir et blanc réalisé par Edward Dmytryk, sorti en 1940.

## Synopsis
L'étudiante Linda Strong, 18 ans, et sa bien plus jolie sœur aîné, Eileen, sont toutes deux amoureuses de Philip Niles. Ils sont aidés par leur belle nièce, impliquée dans un engagement orageux.

## Fiche technique
- Titre original : Her First Romance
- Réalisation : Edward Dmytryk
- Scénario : Adele Comandini d'après le roman de Gene Stratton-Porter Her Father's Daughter (1921)
- Producteur :
- Société de production : H. A. Wohl
- Société de distribution : Monogram Pictures
- Photographie : John J. Mescall
- Montage : William H. Ziegler
- Musique :
- langue : anglais
- Pays de production : États-Unis
- Format : Noir et blanc - 1,37:1 - son : Mono (Western Electric Mirrophonic Recording)
- Genre : Drame, romance et film musical
- Durée : 77 min
- Date de sortie : 
  - États-Unis : 25 décembre 1940

## Distribution
- Edith Fellows : Linda Strong
- Wilbur Evans : Philip Niles
- Julie Bishop : Eileen Strong
- Alan Ladd : John Gilman
- Judith Linden : Marian Strong
- Roger Daniel : Donald Whiting
- Marian Kerby : Katy (créditée Marion Kirby)
- Marlo Dwyer : Susie Sloan (créditée Marla Dwyer)
- Ottola Nesmith : Mrs. Whiting